# Його високоповажність
«Його високоповажність» (рос. «Его превосходительство») — білоруський радянський художній фільм 1927 року режисера Григорія Рошаля. Фільм заснований на реальних.

## Сюжет
5 травня 1902 року робітник-швець Гірш Леккерт, член єврейської партії «Бунд», вчинив замах на віленського губернатора фон Валя.

## У ролях
- Леонід Леонідов
- Марія Синельникова
- Юлій Унтершлак
- Тамара Адельгейм
- Михайло Ростовцев
- Микола Черкасов
- А. Ненюк
- Марія Доброва
- Олександр Сандел

## Творча група
- Сценарій: Серафима Львівна, Віра Строєва
- Режисер: Григорій Рошаль
- Оператор: Микола Козловський
- Композитор: